# Naucoria tantilla
Naucoria tantilla är en svampart som beskrevs av J. Favre 1955. Enligt Catalogue of Life ingår Naucoria tantilla i släktet skrälingar,  och familjen Strophariaceae, men enligt Dyntaxa är tillhörigheten istället släktet skrälingar,  och familjen buktryfflar. Artens status i Sverige är: Ej påträffad. Inga underarter finns listade i Catalogue of Life.